# Гисен (административный округ)
Гисен (нем. Gießen) — один из трёх административных округов (нем. Regierungsbezirk) земли Гессен в Германии. Образует регион планирования Средний Гессен (нем. Mittelhessen).
Образован 1 января 1981 года.
Численность населения, на 31 декабря 2010 года, составляет 1041271 человек.

## Административное деление
В состав округа входит 5 районов и 3 города специального значения.

| 1. Гисен 2. Лан-Дилль 3. Лимбург-Вайльбург 4. Марбург-Биденкопф 5. Фогельсберг | 1. Вецлар 2. Гисен 3. Марбург |